# La Folie (album)
La Folie – szósty studyjny album zespołu The Stranglers, wydany w 1981 roku, nakładem wydawnictwa Liberty. Na rynku ukazał się 9 listopada. Producentem płyty był sam zespół. Album zajął 11. miejsce na brytyjskiej liście sprzedaży UK Albums Chart.

## Lista utworów
1. „Non Stop” – 2:29
2. „Everybody Loves You When You're Dead” – 2:42
3. „Tramp” – 3:05
4. „Let Me Introduce You to the Family” – 3:08
5. „Ain't Nothin' to It” – 3:58
6. „The Man They Love to Hate” – 4:26
7. „Pin Up” – 2:49
8. „It Only Takes Two to Tango” – 3:41
9. „Golden Brown” – 3:30
10. „How to Find True Love and Happiness in the Present Day” – 3:07
11. „La Folie” – 6:08

Bonusy CD
1987 CD
1. „Cruel Garden” – 2:15

2001 CD
1. „Cruel Garden” – 2:14
2. „Cocktail Nubiles” – 7:08
3. „Vietnamerica” – 4:01
4. „Love 30” – 3:54
5. „You Hold the Key to My Love in Your Hands” – 2:40
6. „Strange Little Girl” – 2:39

## Single z albumu
- „Let Me Introduce You to the Family” UK # 42[7]
- „Golden Brown” UK # 2[8]
- „La Folie” UK # 47[9]

## Muzycy
- Jean-Jacques Burnel – gitara basowa, śpiew
- Hugh Cornwell – gitara elektryczna, gitara basowa, wokalista
- Dave Greenfield – instrumenty klawiszowe, śpiew
- Jet Black – perkusja